# Cetratus annulatus
Espèce
Cetratus annulatus est une espèce d'araignées aranéomorphes de la famille des Thomisidae.

## Distribution
Cette espèce est endémique de Nouvelle-Guinée.

## Publication originale
- Kulczyński, 1911 : Spinnen aus Nord-Neu-Guinea. Nova Guinea. Résultats de l'expédition Scientifique néerlandaise a la Nouvelle-Guinée en 1903 sous les auspices d'Arthur Wichmann. Leiden, Zoologie, vol. 5, no 4, p. 423-518 (texte intégral).